# Îles Heard-et-MacDonald
Pour les articles homonymes, voir Heard, McDonald et HMD.
 (décembre 2023).
Si vous disposez d'ouvrages ou d'articles de référence ou si vous connaissez des sites web de qualité traitant du thème abordé ici, merci de compléter l'article en donnant les références utiles à sa vérifiabilité et en les liant à la section « Notes et références ».
Les îles Heard-et-MacDonald, en anglais Heard and McDonald Islands et Territory of Heard Island and McDonald Islands, sont un territoire extérieur de l'Australie situé dans le sud de l'océan Indien, sur la plaque antarctique. Il est constitué d'un petit archipel, les îles McDonald, ainsi que d'une île isolée, l'île Heard. Situé à 422 km au sud-sud-est des îles Kerguelen, à 1 473 km de la terre d'Enderby en Antarctique, à 3 800 km au sud-sud-est de Madagascar et à 3 858 km à l'ouest-sud-ouest du cap Leeuwin (Australie), le territoire est inhabité et administré par le Department of the Environment and Water Resources. Ces îles d'origine volcanique sont situées sur le plateau de Kerguelen.

## Géographie

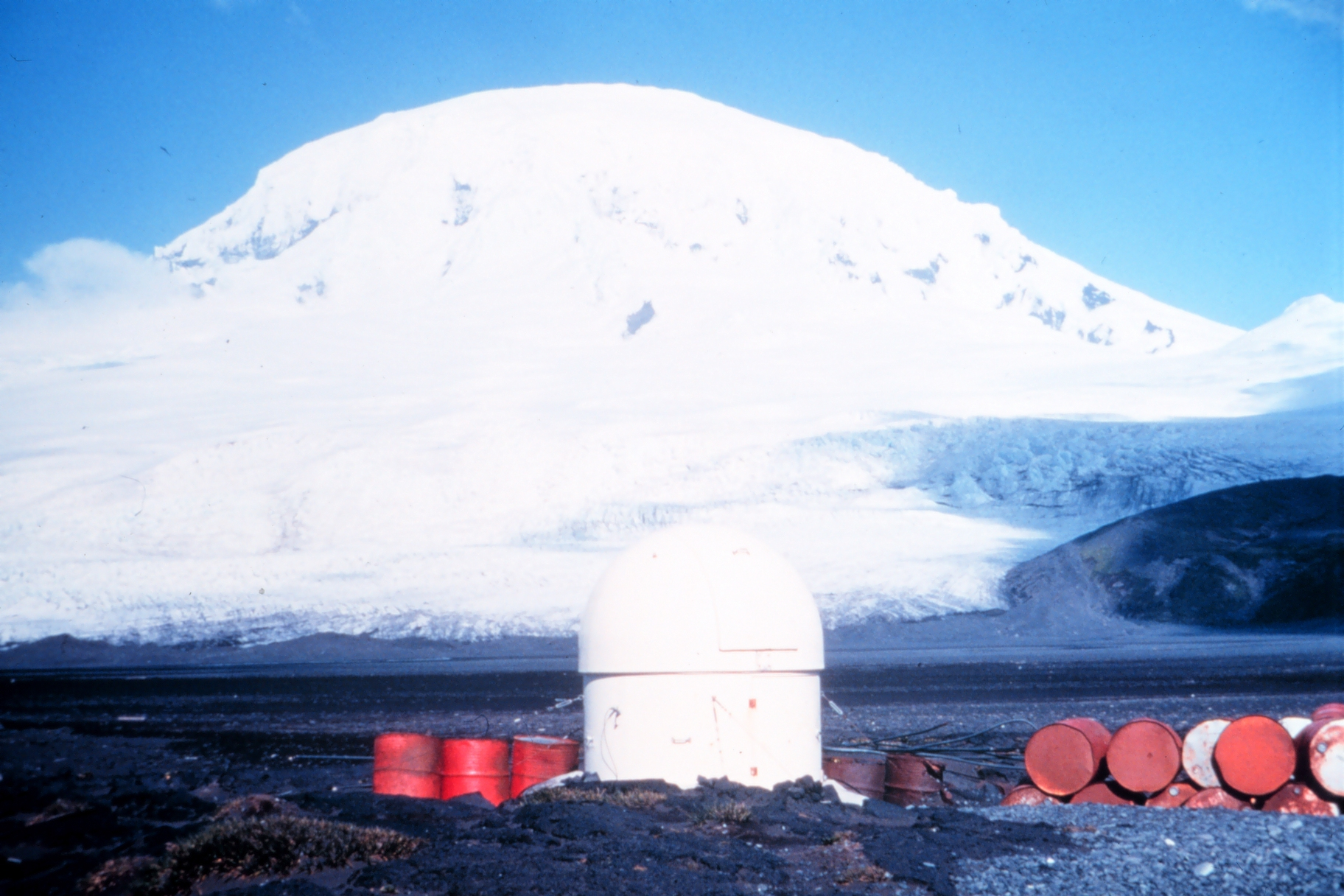
Paysage de l'île Heard avec le point culminant de l'île et du territoire, le pic Mawson.

Le territoire est formé des îles McDonald, dont l'île McDonald, de l'île Heard ainsi que d'un groupe d'îlots et de rochers mesurant environ 1,1 km2 de superficie, situé à une dizaine de kilomètres au nord de l'île Heard et composé des îlots Shag Islet et Morgan Island et des rochers Sail Rock et Black Rock.

### Climat
Le climat des îles Heard-et-MacDonald est de type ET (polaire et toundra). Bien que situées aux mêmes latitudes que l'Europe et d'une grande partie de l'Asie, les îles Heard-et-MacDonald sont très exposées au vent ce qui soumet les îles à un climat polaire par une latitude de 53ºS. Les précipitations se font essentiellement sous forme de neige, de pluie, de grésil et de bruine.

## Histoire
La première personne à avoir aperçu de façon probable l'île Heard est Peter Kemp, un chasseur de phoques britannique qui la découvre le 27 novembre 1833 lors d'un voyage sur le Magnet depuis les îles Kerguelen vers l'Antarctique. Il aurait inscrit cette observation dans son journal de bord.
Le capitaine John Heard, un chasseur de phoques américain voyageant sur l’Oriental entre Boston et Melbourne, observe à nouveau l'île Heard le 25 novembre 1853. Il rapporte sa découverte le mois suivant et l'île est baptisée en son nom. Le capitaine William McDonald à bord du Samarang découvre les îles McDonald le 4 janvier 1854.
Le premier débarquement connu sur l'île Heard date de mars 1855 lorsque des chasseurs de phoques du Corinthian conduits par le capitaine Erasmus Darwin Rogers y débarquent à un emplacement nommé Oil Barrel Point. Entre 1855 et 1880, un certain nombre de chasseurs de phoques américains y passent un an ou plus dans des conditions effroyables. Au maximum, la communauté compte 200 personnes. En 1880, les phoques sont en grande partie décimés et les chasseurs désertent l'île. Au total, plus de 100 000 barils d'huile de phoque sont produits.
Les îles reviennent à l'Australie en 1947. Jusque dans les années 1950, l'île Heard est alors visitée par des équipes scientifiques à l'anse Atlas. En 1971, c'est le tour de l'île McDonald à la baie Williams. Le territoire est inscrit sur la liste du patrimoine mondial de l'UNESCO en 1997.

## Administration
Les îles Heard-et-MacDonald forment un territoire extérieur de l'Australie administré depuis Hobart en Tasmanie par la division Antarctique du Department of the Environment and Water Resources. Elles sont incluses dans une réserve maritime de 65 000 km2 de superficie et visitées principalement à des fins de recherche.
Le territoire ne possède aucun port et aucune activité économique mais le code pays HM ainsi que le domaine .hm lui ont été attribués.

## Économie
Le 3 avril 2025, le président des États-Unis, Donald Trump, décide, malgré l'absence d'activité économique et d'habitants humains, d'imposer des tarifs douaniers à hauteur de 10% sur les biens provenant du territoire. Cette mesure entraîne dans le monde entier une vague de communication dans les médias et sur les réseaux sociaux, apportant une notoriété soudaine et inattendue aux îles et à leurs occupants animaux.